# St. Georg (Neustadt bei Coburg)

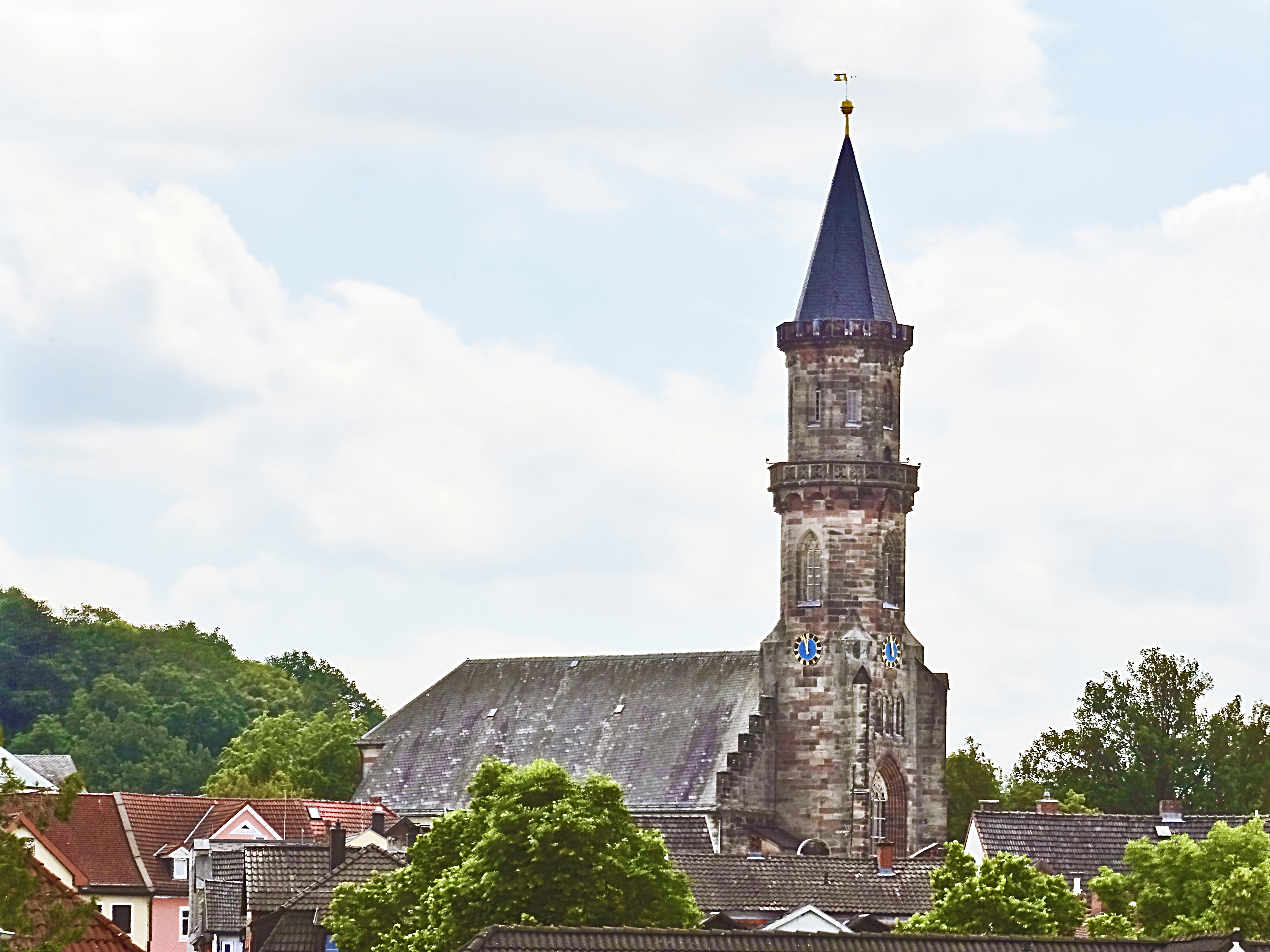
St. Georg, Neustadt bei Coburg

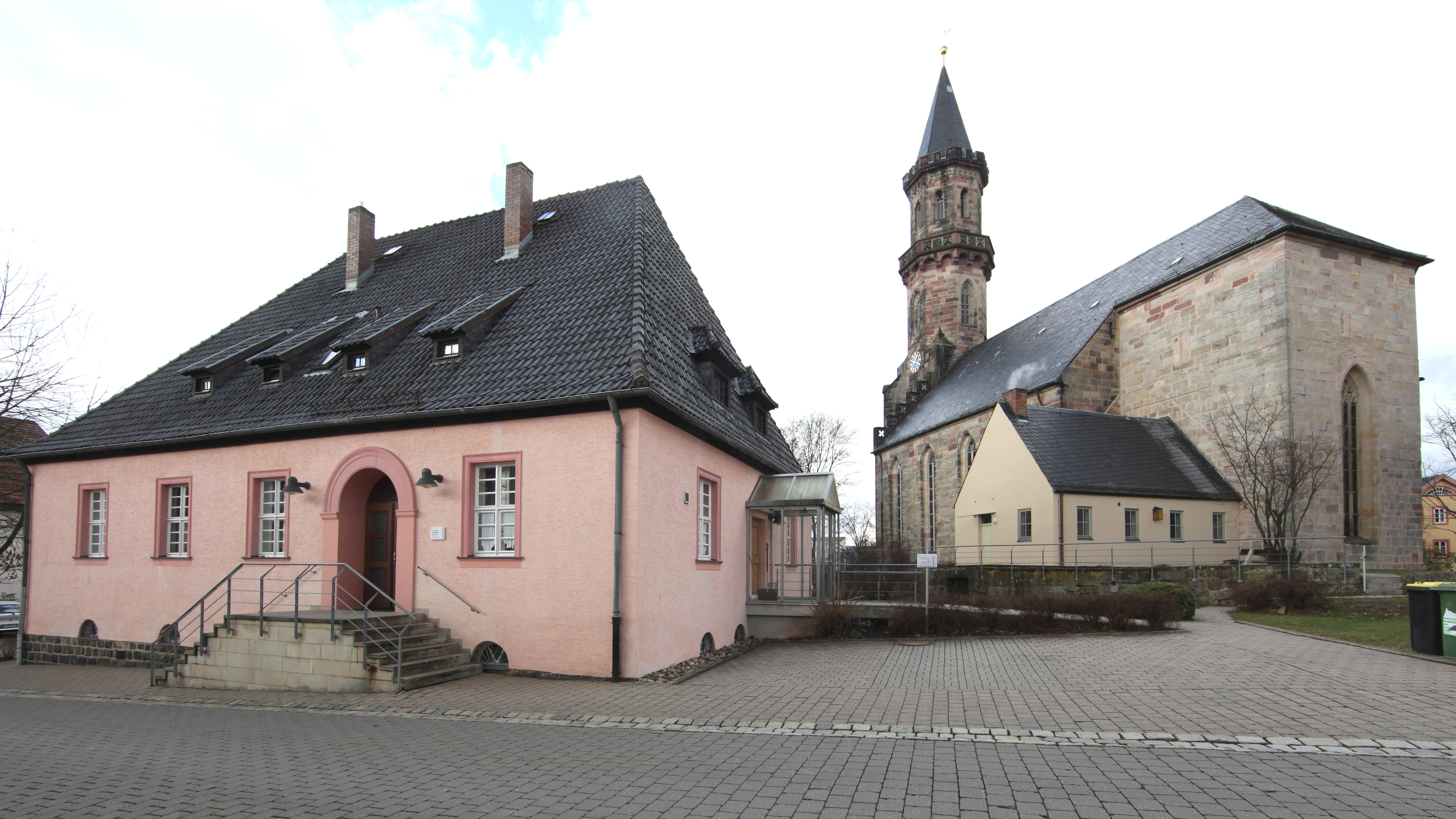
Gemeindehaus, Sakristei und Chor

Die evangelisch-lutherische Stadtkirche St. Georg in Neustadt bei Coburg wurde erstmals 1358 in einer Urkunde erwähnt. Die heutige, neugotisch gestaltete Kirche stammt aus der Mitte des 19. Jahrhunderts.

## Baugeschichte
Um 1160 entstand auf dem Muppberg eine kleine Bergkirche, die Ottilienkapelle, die im 15. und 16. Jahrhundert ein Wallfahrtsort war. Eine dem heiligen Georg geweihte Kirche in Stadtmitte belegt erstmals im Zusammenhang mit der Verleihung eines Sonderablasses eine Urkunde von 1358. Eine weitere Nennung folgte 1453 im Diözesanregister. Die Pfarrei wurde um 1463 von der Urpfarrei Fechheim abgetrennt. Im 15. Jahrhundert bestand eine spätgotisch gestaltete Wehrkirche, die ab 1507 unter anderem um ein Langhaus erweitert wurde. Im Jahr 1518 folgte die Weihe des erweiterten Gotteshauses, über dessen Altarraum der Turm stand und das unter anderem mit drei Altären ausgestattet war. Die Einführung der Reformation war wohl in der Zeit zwischen 1525 und 1528. Die erste protestantische Kursächsische Kirchenvisitation fand 1529 statt. Am Karfreitag 1530 predigte Martin Luther, der auf der Durchreise von Gräfenthal nach Coburg war und mehrmals auf seinen Reisen durch Neustadt kam, in St. Georg.
Nach einer Zerstörung durch den großen Stadtbrand am 17. Mai 1636 erfolgte der Wiederaufbau. Im Jahr 1787 wurde der Kirchturm um- und neugebaut. Dazu wurden auch Steine der Kirchenmauer verwendet. Der zweite große Stadtbrand am 24. Juni 1839 zerstörte die Kirche bis auf die Grundmauern. 1846 beauftragte die Kirchgemeinde einen Neubau, der am 29. Oktober 1848 eingeweiht wurde. Von der alten Kirche wurden Teile der Außenmauern und der Turmstumpf an der Ostseite, der den Altarraum beherbergt, miteinbezogen. Auf der Grundfläche von 1518 entstand eine Kirche mit 650 Sitzplätzen. Die Pläne im neugotischen Stil erstellte der Nürnberger Architekt Carl Alexander Heideloff.
Eine Neugestaltung der Fenster, der Kanzel, dem Altar und dem Chorgestühl erfuhr der Innenraum 1946–48 im Verlauf von Instandsetzungen, bei denen auch Kriegsschäden beseitigt wurden. Eine umfangreiche Renovierung für 400.000 DM erfolgte 1985–1990. Dabei wurde die ursprüngliche Fassung der Kirche von 1848 zum großen Teil wiederhergestellt. Im Jahr 2009 wurde für 90 Tausend Euro eine Teilsanierung durchgeführt.

## Beschreibung

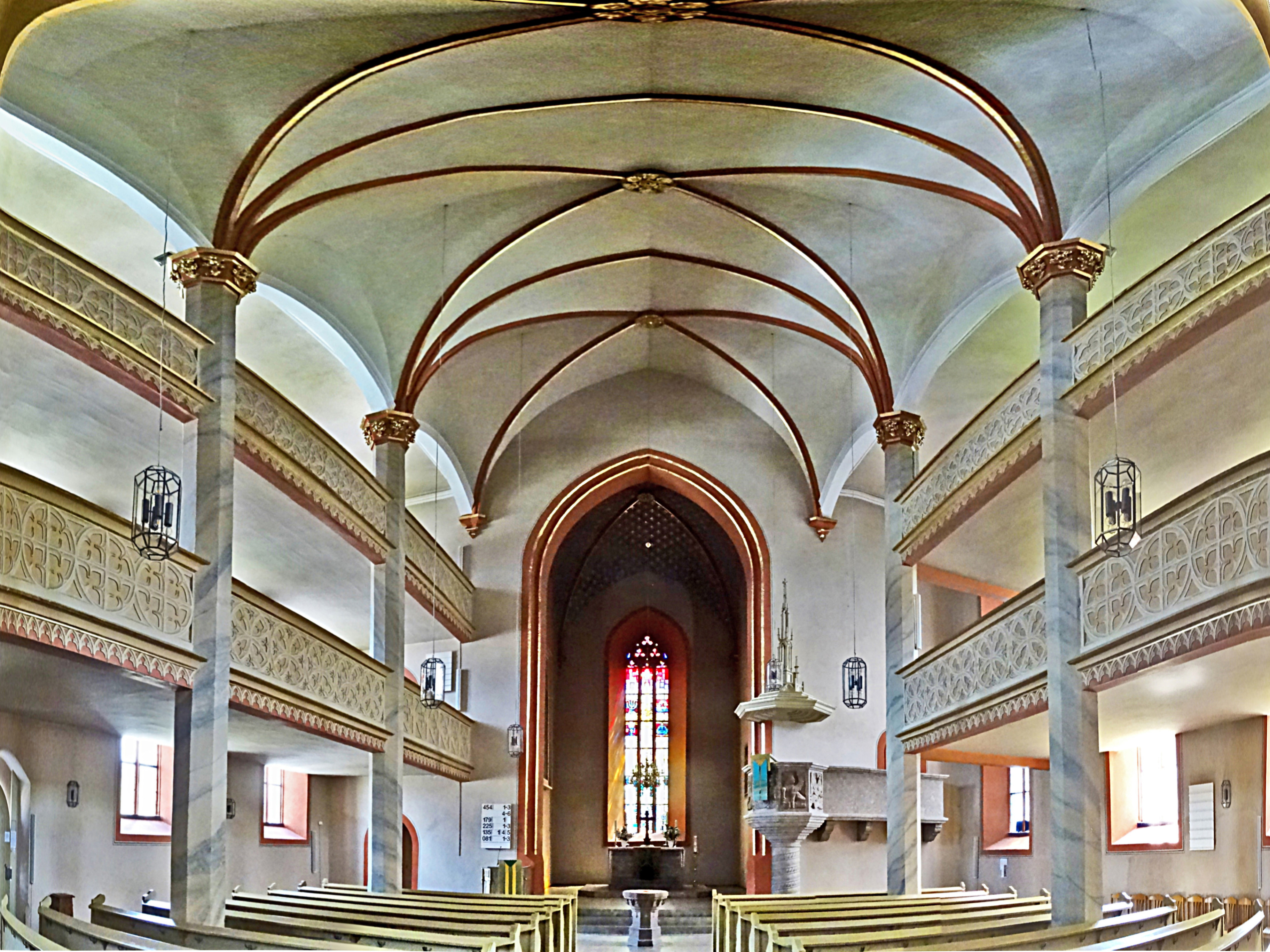
Innenraum

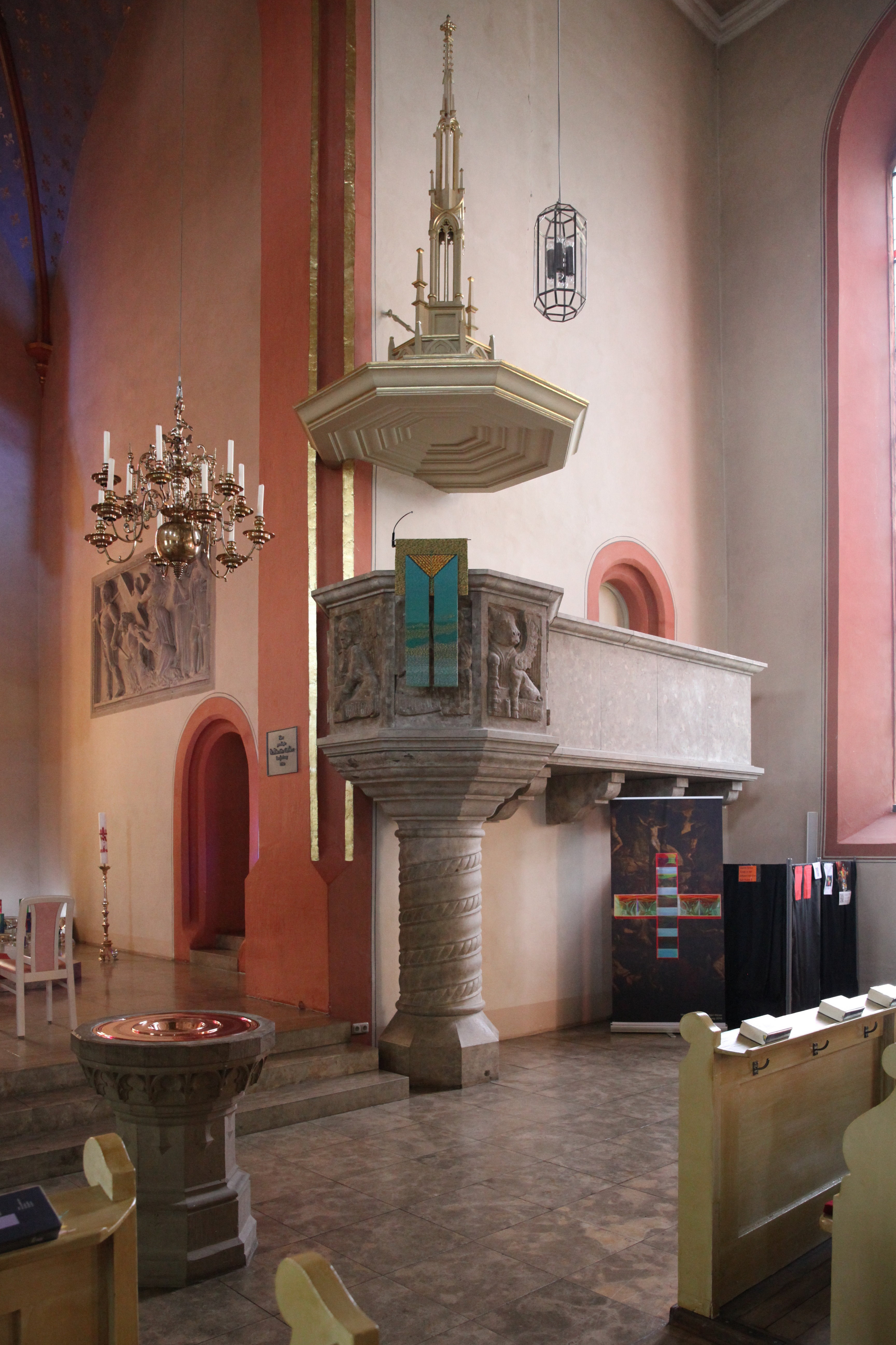
Kanzel

Die neugotische Kirche, aus Sandstein errichtet, ist als dreischiffiges Kirchenhaus mit fünf Fensterachsen im Langhaus gestaltet. Zwei Reihen von hölzernen, marmorierten Achtecksäulen mit Laubkapitellen tragen die Emporen und die flachen Holzdecken über den Seitenschiffen sowie die als hohes Kreuzgewölbe ausgebildete, selbsttragende Holzkonstruktion über dem Mittelschiff. Die hölzernen, zweigeschossigen Emporen haben Brüstungen, die mit spätgotischem Blendmaßwerk verziert sind. Den Altarraum mit den historischen Mauerresten von grob gehauenen Steinquadern aus dem 16. Jahrhundert überspannt ein auf Konsolen ablastendes Kreuzgewölbe, das mit 600 Lilien verziert ist.
Das Äußere der Kirche wird an der Westseite zum Marktplatz durch den 52 Meter hohen, begehbaren Kirchturm mit dem Hauptportal geprägt. In dem Turm hängen drei Bronzeglocken, die 1847 in Apolda gegossen wurden. Die große Glocke, die Christusglocke, trägt die Aufschrift Glaube, Liebe, Hoffnung, die mittlere Glocke, die Vaterunserglocke, das Wappen der Stadt Neustadt und die kleine Glocke, die Taufglocke, das Medaillonbild des Herzogs Ernst II. Die große und mittlere Glocke wurden 1942 abgenommen. Allerdings kam es nicht mehr zum Einschmelzen, so dass sie 1947 wieder in den Glockenstuhl gebracht werden konnten. Im Turm befindet sich ein handgeschmiedetes, funktionsfähiges Uhrwerk von 1848, das 120 Jahre lang lief.
Zur Ausstattung der Kirche gehört ein barocker Messingkronleuchter über dem Taufstein aus dem Jahr 1681, ein Steinrelief „Kreuztragung Christi“ von Edmund Moeller aus dem Jahr 1908 im Altarraum über dem Durchgang vom Chorraum in die Sakristei, gegenüber angeordnet das Ölgemälde „Auferstehung Christi“ von Karl Arnold aus dem Jahr 1909, Abendmahlskelche von 1557 und 1653 und eine runde Hostienbüchse aus dem 16. Jahrhundert.
Ein Buntglasfenster aus dem Jahr 1946 schmückt den Altarraum. Die ursprüngliche Glasmalerei des dreiteiligen Spitzbogenfensters von 1848 war im Verlauf des Zweiten Weltkriegs im April 1945 zerstört worden. Vorne rechts im Schiff befindet sich ein neues Lutherfenster, das 1998 nach einem Entwurf der Augsburger Künstlerin Anne Hitzker-Lubin entstand. Das alte Lutherfenster bestand von 1894 bis 1945. Der Taufstein ist wohl bauzeitlich. Die Kanzel und der Altar sind aus Muschelkalk und stammen aus dem Jahr 1948. Die Kanzel aus oberfränkischen Marmor zeigt neben der Schriftrolle „DEIN WORT IST DIE WAHRHEIT“ die Symbole der vier Evangelisten Matthäus, Markus, Lukas, Johannes. Der neugotisch gestaltete Aufbau auf dem Schalldeckel stammt aus dem Jahr 1989.
Im Foyer befindet sich eine Gedenktafel mit 405 Namen von im Ersten Weltkrieg gefallenen oder vermissten Gemeindemitgliedern, die Gustav Köhler entwarf. Das Turmmuseum im Treppenaufgang zeigt neben historischen Gegenständen aus der Geschichte der Kirche eine Lutherbibel von 1563 und ein Lutherbrief von 1530 an den Coburger Magister Johannes Fesel.

## Orgel

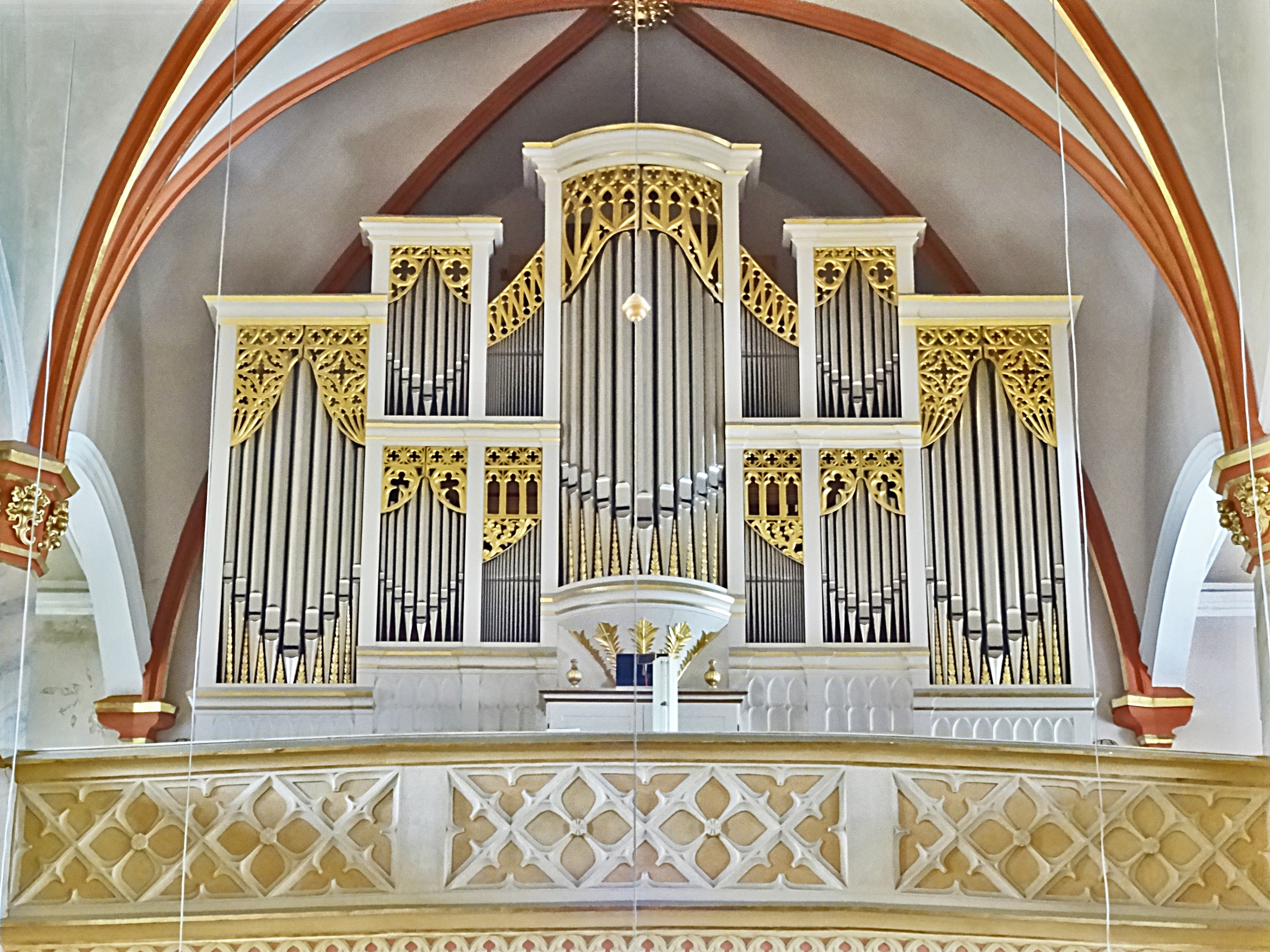
Orgel

Eine große Orgel vollendete der Neustadter Orgelbauer Johann Andreas Hofmann im Jahr 1808 nach vier Jahren Bauzeit, die aber beim Stadtbrand 1839 zerstört wurde. Eine neue Orgel baute in den Jahren 1847/48 sein Sohn Georg Christoph Hofmann für 2950 Gulden.  Es ist das größte von etwa 60 Instrumenten aus der Werkstatt der Orgelbaufamilie Hofmann, die in Oberfranken und Südthüringen über drei Generationen wirkte. Die ursprünglich 23 Register sind fast vollständig erhalten. Bei einer Reparatur und Restaurierung im Jahr 1977 wurde die Orgel zu einer Konzertorgel umgebaut. Der  Orgelbaumeister Werner Bosch ergänzte sie um ein drittes Manual (Schwellwerk) und erweiterte die Registeranzahl auf 42. Sie hat etwa 3000 Pfeifen. Im Jahr 2013 wurde eine Instandsetzung für 56.000 Euro durchgeführt. Äußerlich ist die Orgel in einem Stil zwischen Historismus und Klassizismus gestaltet. In der Klangfarbe steht sie nahe am Barock.

## Kirchengemeinde
Die Kirchengemeinde umfasst heute den Stadtteil Ebersdorf und die Kernstadt. Sie hatte Ende der 1950er Jahre noch 12.000 Mitglieder. Verselbstständigung der Tochterkirchengemeinden Wildenheid-Meilschnitz und Haarbrücken-Ketschenbach-Thann sowie ein Rückgang der Bevölkerungszahlen führten zu einer Abnahme auf 9.000 Mitglieder im Jahr 1984. Mit 4250 Gemeindemitgliedern (Stand Juli 2023) ist es weiterhin die größte Kirchengemeinde im Dekanatsbezirk Coburg.